# Juncaceae
Famille
Classification APG III (2009)
La famille des joncacées ou juncacées regroupe des plantes monocotylédones. Elle comprend environ 400 espèces réparties en 6-9 genres.
Ce sont des plantes herbacées ou des arbustes (rarement) des lieux humides, des zones froides à tempérées (jusqu'aux zones montagneuses tropicales). Dans cette famille on trouve les joncs genre Juncus L. à feuilles généralement cylindriques et les luzules genre Luzula DC. à feuilles planes.

## Étymologie
Le nom vient du genre Juncus de junc nom latin de ces plantes, peut-être dérivé du latin jungere  (joindre) : les Joncs étant utilisés comme liens.

## Classification
En classification classique de Cronquist (1981) cette famille était dans l'ordre des Juncales.
La classification phylogénétique APG II (2003) situe l'espèce Prionium serratum dans les Thurniaceae.

## Liste des genres
Selon World Checklist of Selected Plant Families (WCSP) (20 avr. 2010) et NCBI (20 avr. 2010) :
- genre Distichia  Nees & Meyen (1843)
- genre Juncus  L. (1753)
- genre Luzula  DC. (1805)
- genre Marsippospermum  Desv. (1808)
- genre Oxychloe  Phil. (1860)
- genre Patosia  Buchenau (1890) (considéré inclus dans Oxychloe par Angiosperm Phylogeny Website)
- genre Rostkovia  Desv. (1809)

Selon Angiosperm Phylogeny Website (19 mai 2010) :
- genre Distichia Nees & Meyen
- genre Juncus L.
- genre Luzula DC.
- genre Marsippospermum Desv.
- genre Oxychloe Phil.
- genre Rostkovia Desv.

Selon DELTA Angio (20 avr. 2010) :
- genre Andesia  (considéré inclus dans Oxychloe par Angiosperm Phylogeny Website)
- genre Distichia
- genre Juncus
- genre Luzula
- genre Marsippospermum
- genre Oxychloe
- genre Prionium
- genre Rostkovia

Selon ITIS (20 avr. 2010) :
- genre Juncus  L.
- genre Luzula  DC.